# Bob Beamon
Robert "Bob" Beamon, født 29. august 1946 i Jamaica, New York, er amerikansk atletikudøver, som er mest kendt for sin verdensrekord i længdespring.
Beamon satte verdenskord i længdespring ved sommer-OL 1968 med et spring på 8,90 m. Denne verdensrekord stod i 23 år og blev af idrætsmagasinet Sports Illustrated valgt som et af de fem største øjeblikke blandt sportsbegivenheder i det 20. århundrede.